# Komandytariusz
Komandytariusz (od wł. commendatore) – wspólnik w spółce komandytowej, który ponosi odpowiedzialność za zobowiązania spółki tylko do wysokości sumy komandytowej.

## Status prawny komandytariusza
Komandytariusz może reprezentować spółkę komandytową jedynie jako jej pełnomocnik. Nie ma on prawa ani obowiązku prowadzenia spraw spółki, chyba że umowa spółki stanowi inaczej. Komandytariusz wyraża zgodę na dokonanie przez komplementariuszy czynności przekraczających zakres zwykłych spraw spółki, o ile umowa spółki nie stanowi inaczej.
Komandytariusz jest zobowiązany do wniesienia do spółki wkładu. Przez wkład rozumie się świadczenie komandytariusza na rzecz spółki, polegające na przeniesieniu na spółkę określonych w umowie składników majątkowych. Wkładem komandytariusza do spółki nie może być zobowiązanie się komandytariusza do wykonania pracy lub świadczenia usług na rzecz spółki oraz wynagrodzenie za usługi świadczone przy powstaniu spółki, chyba że wartość innych jego wkładów do spółki nie jest niższa od wysokości sumy komandytowej, która jest określoną w umowie spółki kwotą wyznaczającą górną granicę odpowiedzialności komandytariusza. Ponadto, w sytuacji gdy komplementariuszem jest spółka z ograniczoną odpowiedzialnością lub spółka akcyjna, zaś komandytariuszem jest wspólnik tej spółki, wkładu komandytariusza nie mogą stanowić jego udziały w tej spółce z ograniczoną odpowiedzialnością lub akcje w tej spółce akcyjnej.
Komandytariusz ma prawo udziału w zyskach spółki. Uczestniczy on w zyskach spółki proporcjonalnie do wkładu rzeczywiście wniesionego do spółki, chyba że umowa spółki określa inny sposób podziału zysku między wspólników.
Nazwisko lub firma (nazwa) komandytariusza nie może być zamieszczona w firmie spółki.

## Odpowiedzialność komandytariusza
Komandytariusz odpowiada za zobowiązania spółki wobec jej wierzycieli tylko do wysokości sumy komandytowej. Komandytariusz jest jednak wolny od odpowiedzialności w zakresie wkładu wniesionego do spółki. Zakres odpowiedzialności komandytariusza za zobowiązania spółki ustala się zatem poprzez różnicę sumy komandytowej i wartości rzeczywiście wniesionego przez komandytariusza wkładu. Jeżeli więc komandytariusz wniesie do spółki komandytowej wkład co najmniej równy sumie komandytowej to nie odpowiada za zobowiązania spółki.
Istnieją jednak sytuacje, gdy komandytariusz ponosi pełną odpowiedzialność za zobowiązania spółki:
1. gdy w firmie znajduje się nazwisko lub firma (nazwa) komandytariusza (art. 104 § 4 KSH),
2. gdy komandytariusz dokona w imieniu spółki czynności prawnej, nie ujawniając swojego pełnomocnictwa (art. 118 § 2 in principio KSH),
3. gdy komandytariusz działa bez umocowania albo gdy przekroczy jego zakres (art. 118 § 2 in fine KSH).

## Podmioty mogące uczestniczyć w spółce jako komandytariusze
Komandytariuszem może być osoba fizyczna, w tym także osoba nieposiadająca zdolności do czynności prawnych, lub mająca ograniczoną zdolność do czynności prawnych. Osoby bez pełnej zdolności do czynności prawnej, a będące komandytariuszami, co do zasady działają przez swoich przedstawicieli ustawowych. Komandytariuszem może być również osoba prawna, która działa w spółce przez swoje organy. Także osobowa spółka prawa handlowego, w tym również inna spółka komandytowa, może zostać komandytariuszem, gdyż spółki te posiadają zdolność prawną oraz zdolność do czynności prawnych. Komandytariuszem nie może być natomiast spółka cywilna, ponieważ nie ma zdolności prawnej ani zdolności do czynności prawnych. Komandytariuszami mogą jednak zostać wspólnicy spółki cywilnej, ale występując w charakterze indywidualnych podmiotów.